# Aeroford
Az Aeroford brit autó volt, amit a londoni Bayswaterben gyártottak 1920-tól 1925-ig. Az Aeroford egy, a Ford T-modell szemrevalóbbá tételére törekvő próbálkozás volt, ennek érdekében egyedi motorháztetővel és hűtőráccsal látták el.
Az Aeroford 1920-ban £288-ba került, az ára 1925-re £168 és £214-re közé csökkent. Elérhető volt, mind két és négyüléses verzióban.

## Fordítás
- Ez a szócikk részben vagy egészben  az   Aeroford című angol Wikipédia-szócikk ezen változatának fordításán alapul.  Az eredeti cikk szerkesztőit annak laptörténete sorolja fel. Ez a jelzés csupán a megfogalmazás eredetét és a szerzői jogokat jelzi, nem szolgál a cikkben szereplő információk forrásmegjelöléseként.